# 內普柳耶韋
51°58′49″N 33°51′0″E / 51.98028°N 33.85000°E
內普柳耶韋（烏克蘭語：Неплюєве）是位於烏克蘭東北部的镇，由蘇梅州紹斯特卡區的亞姆皮利市鎮負責管轄。該村處於克列姆利亞河左岸，海拔高度156米，2001年人口83。